# Шаворне
Шаворне (фр. Chavornay) је насељено место у Француској у региону Рона-Алпи, у департману Ен (Рона-Алпи).
По подацима из 2011. године у општини је живело 209 становника, а густина насељености је износила 26,9 становника/km².

## Демографија
| 1962. | 1968. | 1975. | 1982. | 1990. | 2011. |
| ----- | ----- | ----- | ----- | ----- | ----- |
| 153   | 138   | 131   | 136   | 175   | 209   |